# Butter Cove
Butter Cove is een plaats in de Canadese provincie Newfoundland en Labrador. De plaats bevindt zich aan de oostkust van het eiland Newfoundland en maakt deel uit van het local service district Caplin Cove-Southport.

## Geografie
Butter Cove ligt aan de westelijke oever van Trinity Bay, een grote baai aan Newfoundlands oostkust. Het dorp is gelegen aan provinciale route 204. Het ligt direct ten westen van Gooseberry Cove en zo'n 3 km ten noordoosten van Little Heart's Ease.

## Geschiedenis
In 2004 kende het gemeentevrije dorp Butter Cove voor het eerst een beperkt lokaal bestuur doordat het deel ging uitmaken van het nieuw opgerichte local service district (LSD) Caplin Cove-Southport.

## Demografie
Tussen 1991 en 1996 daalde de bevolkingsomvang van Butter Cove van 80 naar 74. Doordat Butter Cove deel is gaan uitmaken van de designated place Caplin Cove-Southport worden er niet langer aparte censusdata voor de plaats bijgehouden.